# Carretera Federal 1D
La Carretera Federal 1D, también conocida como Autopista Escénica Tijuana-Ensenada, es una Autopista de cuota que recorre el Norte del estado de Baja California, inicia en Tijuana y termina en Ensenada, tiene una longitud total de 98 kilómetros y es una alternativa de alta velocidad a la vecina Carretera Federal 1, ya que es de cuatro carriles de ancho. 
Debido a su proximidad con el Océano Pacífico, es más atractiva que la Carretera Federal 1.
Las autopistas y carreteras de acceso restringido son parte de la red federal de carreteras y se identifican mediante el uso de la letra “D” añadida al final del número de carretera.

## Colapso
El 28 de diciembre de 2013, dos camiones de cemento estaban conduciendo a lo largo de este tramo de la carretera cuando se desplomó sin resultar nadie herido. La carretera permaneció cerrada a todo el tráfico en ambas direcciones durante casi un año, mientras que actualmente la carretera ya fue reparada. El tráfico fue desviado a lo largo de la autopista México 1 (interior) durante el cierre de la carretera 1D. La carretera volvió a abrir al tráfico el 16 de diciembre de 2014.

## Trayectoria

### Baja California
- Tijuana
- Playas de Rosarito
- Ensenada